# Борис Годунов (опера)
Операта „Борис Годунов“ е музикално произведение на Модест Мусоргски. За да се подчертае неговото различие от класическата опера, често се нарича народна музикална драма. Композиторът е и автор на либретото. За неговата основа използва едноименната трагедия на Александър Пушкин и научния труд на Николай Карамзин „История на руската държава“. Първата версия на операта е готова в края на 1869 г., но не се одобрява от дирекцията на императорските театри на Русия. Втората редакция на Мусоргски (1872 г.), която има редица промени в партитурата и е допълнена с ново действие, първоначално също е отхвърлена. Тя получава разрешение за постановка след активната намесата на известни личности от музикалните среди. Премиерата е на 8 февруари (27 януари по стар стил) 1874 г. в Мариинския театър, Санкт Петербург.
Съществен принос за утвърждаването на „Борис Годунов“ има Николай Римски-Корсаков, който на базата на втората редакция създава две свои версии. Втората от тях, с участието на Фьодор Шаляпин в ролята на Борис, се радва на световно признание и има дълъг сценичен живот. Партитурата на операта се обработва и от редица други композитори. При поставянето на всички редакции на операта изборът, кои сцени на Мусоргски да се включат и в каква последователност, е различен.

## История на създаване
Вниманието на Мусоргски към драмата на руския цар Борис Годунов привлича известният руски филолог и историк Владимир Николский, с когото композиторът се запознава в дома на Михаил Глинка. Младият Модест се увлича от възможността да пресъздаде чрез музикално произведение актуалната в Русия по онова време тема – цар и народ. По този повод той пише:„Аз разбирам народ като велика личност, одухотворен от единна идея. Това е моята задача. Опитах се да я разреша в операта.“
Композиторът започва работата през октомври 1868 г. Той пише либретото сам, като за неговата основа използва трагедията „Борис Годунов“ на Александър Пушкин, известният труд на Николай Карамзин „История на руската държава“ (на руски: История государства российского), а също и други исторически документи. Композира музиката с голямо вдъхновение. Представя отделните завършени сцени пред своите съмишленици от обединението на руските композитори „Могъщата петорка“, от които получава подкрепа и горещо одобрение. Мусоргски посвещава това свое произведение на „Могъщата петорка“.
Партитурата е завършена в края на 1869 г. и е представена на 7-членния комитет към императорските театри. В началото на 1870 г. Мусоргски получава отговор – операта е отхвърлена поради отсъствие на подходяща женска роля. Композиторът преработва операта, като добавя една нова сцена (бунтът под Кроми) и две полски картини с женска роля (Марина Мнишек). Той изключва сцената пред храма „Василий Блажени“ и пренася плача на Юродивия в края на операта. Завършва тази версия през пролетта на 1872 г., но и тя е отхвърлена от дирекцията на императорските театри.

### Премиера
Постановката на операта „Борис Годунов“ се осъществява благодарение на активното съдействие на артистичните среди. Особено важна роля изиграва певицата Юлия Платонова. Примата на Мариинския театър настоява операта да се включи в нейния бенефис и заплашва дирекцията, че ще напусне театъра в случай на отказ. Дирекцията не иска да загуби известната певица и използва като повод за отказ липсата на средства за декори. Новото препятствие е преодоляно, след като е решено да се използват декорите, изработени за постановката на трагедията на Пушкин „Борис Годунов“ в Александринския театър. Първото представление е на 8 февруари (27 януари по стар стил) 1874 г. в Мариинския театър. Изпълнението е под ръководството на много известен и влиятелен руски музикант от чешки произход, Едуард Направник (Эдуард Направник, Eduard Nápravník), главен диригент на театъра в течение на 50 години.
Операта се радва на много голям успех пред публиката, но мнението на повечето критици и някои от професионалните музиканти е отрицателно. Мусоргски е наричан „лош имитатор на Даргомижки“, операта е описвана като „какофония в четири акта“. Според Чайковски музиката на „Борис Годунов“ е проява на лош вкус, той критикува композитора за липса на академично музикално образование, каквото Мусоргски действително няма. Намират се и критици, които, обявявайки го за невеж, а музиката му – за шумна и хаотична, все пак признават надареността и оригиналността на композитора. Владимир Стасов, един от основателите на „Могъщата петорка“, пише: „Това беше велико тържество… Старите, поддръжниците на рутината, поклонниците на пошлата оперна музика се сърдеха (това също е тържество!); педантите от консерваторията и критиците протестираха с пяна на устата. Но затова пък младото поколение ликуваше…“
Въпреки противоречивите отзиви, операта – макар и със съкращения – се задържа в репертоара на Мариинския театър до 1982 г.

### Инструментация
Струнни: цигулки I и II, виоли, виолончела, контрабаси
Дървени духови: 3 флейти (третата свири и пиколо), 2 обоя (вторият свири и английски рог, 3 кларинета, 2 фагота
Медни духови: 4 валдхорни, 2 тромпета, 3 тромбона, 1 туба
Перкусии: тимпан, голям барабан, малък барабан, дайре, чинели
Други: пиано, арфа
Инструменти извън ямата на оркестъра: 1 тромпет, камбани, там-там

## Авторските версии на „Борис Годунов“
| Първа редакция (1870) | Втора редакция (1872) |
| --- | --- |
| ДЕЙСТВИЕ I Картина 1. Пред стените на Новодевически манастир; народът моли Борис Годунов да поеме царския престол. Картина 2. Московският Кремъл; коронацията на Борис. ДЕЙСТВИЕ II Картина 3. Килия в Чутовския манастир; сцена на Пимен и Григорий Отрепиев. Картина 4. Кръчма край литовската граница; избягалият послушник Григорий Отрепиев се крие в Литва, за да отиде по-късно в Полша. ДЕЙСТВИЕ III Картина 5. Царските покои в Кремъл; Борис е с децата си, Ксения и Фьодор; княз Шуйски разказва за Самозванеца Димитрий; Борис изпитва душевни мъки и угризения на съвестта. ДЕЙСТВИЕ IV Картина 6. Площадьт пред катедралата „Василий Блажени“; Юродивият нарича царя Ирод. Картина 7. Заседание на болярската Дума; смърт на Борис. | ПРОЛОГ Картина 1. Пред стените на Новодевически манастир; народът моли Борис Годунов да поеме царския престол. Картина 2. Московският Кремъл; коронацията на Борис. ДЕЙСТВИЕ I Картина 1. Килия в Чутовския манастир; сцена на Пимен и Григорий Отрепиев. Картина 2. Кръчма край литовската граница; избягалият послушник Григорий Отрепиев се крие в Литва, за да отиде по-късно в Полша. ДЕЙСТВИЕ II (не се дели на картини) Няколко сцени в царските покои в Кремъл. ДЕЙСТВИЕ III (полско) Картина 1. Будоар на Марина Мнишек в Сандомирския замък. Картина 2. Сцена на Марина Мнишек и Самозванеца край фонтана в градината. ДЕЙСТВИЕ IV Картина 1. Заседание на болярската Дума; смърт на Борис. Картина 2. Народно въстание край Кроми (включва сцена с Юродивия, частично заимствана от първата редакция). |

### Действащи лица и вокални партии
Изпълнителският състав на премиерното представление в Мариинския театър на 27 януари 1874 г. Диригент Едуард Направник.
| Роля | Глас                     | Изпълнител                                        |
| --- | ------------------------ | ------------------------------------------------- |
| Борис Годунов | баритон или бас          | Иван Мелников (Иван Мельников)                    |
| Фьодор, негов син | мецосопран               | Александра Крутикова                              |
| Ксения, негова дъщеря | сопрано                  | Вилхелмина Рааб (Вильгельмина Рааб)               |
| Дойката на Ксения | контраалт или мецосопран | Олга Шрьодер (Ольга Шрёдер)                       |
| Княз Василий Шуйски | тенор                    | Василий Василиев (Василий Васильев), Василиев II  |
| Андрей Шчекалов, секретар на Думата | баритон                  | Владимир Соболев                                  |
| Пимен, стар монах, отшелник и летописец | бас                      | Владимир Василиев (Владимир Васильев), Василиев I |
| Григорий Отрепиев, по-късно Димитрий Самозванеца                                                                                              | тенор                    | Фьодор Комисаржевски (Фёдор Комиссаржевский)      |
| Марина Мнишек, дъщеря на сандомирския войвода                                                                                                 | мецосопран               | Юлия Платонова                                    |
| Рангони, таен йезуит | бас                      | Йосеф Палечек (Осип Палечек)                      |
| Варлаам, монах-скитник | бас                      | Осип Петров                                       |
| Мисаил, монах-скитник | тенор                    | Павел Дюжиков                                     |
| Кръчмарка | мецосопран               | Антонина Абаринова                                |
| Юродивия | тенор                    | Павел Булахов                                     |
| Никитич, първи пристав | бас                      | Михаил Сариоти (Михаил Сариотти)                  |
| Митюха, селянин | бас                      | Анатолий Лядов                                    |
| Приближен болярин | тенор                    | Владимир Соболев                                  |
| Хрушчов, болярин | тенор                    | Матвей Матвеев                                    |
| Лавицки (или Левицки), йезуит | бас                      | Владимир Василиев, Василиев I                     |
| Черняковски, йезуит | баритон или бас          | Владимир Соболев                                  |
| Хор, роли без пеене – патриарх, пардинал. Боляри, болярски деца, селяни, селянки, стрелци, стражи, пристави, полски благородници, дами, народ |                          |                                                   |

### Пролог
Картина 1
Покрайнините на Москва, при стените на Новодевическия манастир. В манастира болярите предлагат на Борис Годунов да поеме царството. Царските пристави карат хората отвън да го молят да приеме царския венец. Излиза боляринът Шчекалов и съобщава, че Борис е непреклонен и отказва възкачването на руския престол. Появяват се слепи богомолци, които призовават всички да се молят за спасението на Русия.
Картина 2
Московски кремъл, площад пред Успенски събор. На авансцената са коленичили хора. Започва тържествено шествие на болярите. Появява се княз Василий Шуйски, който обявява избирането на Борис Годунов за цар. Започва коронацията, всички приветстват новия цар. Борис Годунов обаче има зловещо предчувствие. Звучи негов монолог, след което всички са поканени на царския пир и тръгват към храма, съпроводени от камбанен звън.

### Действие I
Картина 1
Нощ. Килия в Чутовския манастир. Старият монах, Пимен, пише летопис. Младият монах, Григорий Отрепиев, спи. Чува се пеенето на монасите. Григорий се събужда, измъчван от сънища. В разговора с него Пимен се отдава на спомени за цар Иван и разказва историята за царевич Димитрий, законния наследник на престола, убит от Борис Годунов. Григорий разбира, че с убития царевич биха били сега връстници. Той решава да вземе името на царевича и започне борба за руския престол.
Картина 2
Кръчма край литовската граница. Пристигат монасите-скитници, Варлаам и Мисаил, и избягалият от манастира Григорий. Намерението му е да премине границата на Литва и да стигне до Полша. Идва стопанката на кръчмата. Подпийналият Варлаам започва да пее за победата на цар Иван при Казан. Григорий разпитва кръчмарката за пътя през границата. Скоро опиянените от вино монаси заспиват. В кръчмата нахлуват двама пристави, които търсят избягалия Григорий Отрепиев. Григорий се опитва да заблуди стражата и да представи стария Варлаам за избягалия послушник. Приставите обаче разбират, че търсеното лице е самият Григорий. Григорий успява да избяга.

### Действие II
Царските покои в Кремъл. Дъщерята на Борис, Ксения, плаче над портрета на своя загинал годеник. Фьодор, синът на Борис, разглежда картата на Русия. Борис Годунов утешава дъщеря си, одобрява интереса на Фьодор. Картата на царството предизвиква у него тежки мисли – Борис притежава висшата власт, но е измъчван от угризенията на съвестта, преследва го образът на убития царевич. Идва княз Шуйски със страшна вест – в Литва се е появил самозванец, който се представя за Димитрий. Развълнуван Борис иска от Шуйски да му разкаже истината за убийството на царевич Димитрий. Шуйски описва картината на убийството на спящото дете. Царят не издържа страшните подробности и гони Шуйски. Борис е обзет от ужас и мъка, преследват го халюцинации. Останал без сили, той моли Господа да се смили над престъпната му душа.

### Действие III (Полско)
Картина 1
Будоар на Марина Мнишек в Сандомирския замък. Девойки развличат я с песни. Честолюбивата полякиня мечтае да завладее московския престол, като за целта иска да използва Самозванеца. Идва католическият монах-иезуит, Рангони. Той иска същото за интересите на католическата църква.
Картина 2
Войводата Мнишек дава бал. Влюбеният в Марина Григорий чака я край фонтана в градината на Сандомирския замък. Идва Рангони и съобщава на Григорий, че Марина го обича. Григорий бърза да отиде при нея, но Рангони го кара да се скрие.
Група гости излиза от замъка. Марина танцува полонеза с един възрастен пан. След танца всички се връщат в замъка. Самозванецът остава сам и съжалява, че само за малко успя да види Марина. Идва Марина и с досада изслушва любовното признание на Григорий. Интересува я повече, кога Григорий ще стане цар на Москва. Тя ще бъде негова, когато Самозванецът, начело на полските войски, завладее Москва и се качи на престола.

### Действие IV
Картина 1 (I редакция, 1870 г.)

Москва. Пред храма „Василий Блажени“. Събралият се народ чака излизането на царя, говори се, че царевич Димитрий е жив и идва с войската си към Москва. На сцената се появява Юродивият, хвали се, че има паричка. Децата му я отнемат, той плаче. От храма излиза царското шествие. Болярите раздават милостиня. Юродивият се оплаква на царя и го моли да заповяда да убият децата, както е убил малкия царевич. Шуйски иска да накаже дръзкия просяк, но Борис го спира и казва на Юродивия да се помоли за царя си. Юродивият отказва – не бива да се моли за царя Ирод! Народът е ужасен от думите на Юродивия, Борис е дълбоко развълнуван.
Картина 2 (I редакция, 1870 г.)/Картина 1 (II редакция, 1872 г.)

Кремъл, гранатовата зала. Заседание на Думата. Обсъжда се, как да се накаже Самозванеца. Някой се сеща, че първо трябва да бъде заловен. Идва княз Шуйски и разказва за състоянието на Борис – привижда му се призракът на царевич Дмитрий. Изведнъж се появява самият цар. Изглежда обезумял, но постепенно се овладява. Шуйски довежда монаха Пимен. Борис се надява, че разговорът със стареца ще успокои измъчената му душа. Но Пимен разказва, че на гроба на царевича станало чудо – сляп старец чул гласа на детето и прозрял. Борис не може да понесе разказа и пада без сили. Идва царевич Фьодор. Умиращият цар благославя сина си и му завещава трона на Русия. Борис умира.
Картина 2 (II редакция, 1872 г.)

Гора край селището Кроми, близо до литовската граница. Разраства се селско въстание. Група бунтовници се подиграват на заловения от тях болярин Хрушчов. Идва Юродивият. Появяват се Варлаам и Мисаил, които разказват за извършеното от Борис убийство на царевич. Тълпата залавя и връзва група йезуити. Вълнението нараства. Влиза Самозванецът с войската. Всички го приветстват, включително Хрушчов, йезуитите, Варлаам и Мисаил, които не разпознават в него Григорий Отрепиев. Самозванецът приканва всички да тръгват с него към Москва. Остава само Юродивият – той оплаква Русия, предричайки тежки изпитания и нахлуване на вражески сили.

## Исторически факти
Цар Иван Грозни (Иван IV) умира през 1584 г. Тронът се наследява от неговия син Фьодор I. Той се интересува само от духовни въпроси и предава управлението на страната на своя шурей Борис Годунов. Малкият син на Иван IV, 8-годишен царевич Димитрий, през 1591 г. внезапно умира при неясни обстоятелства. Василий Шуйски разследва случая и определя като причина на смъртта нещастен случай.
Историците не намират убедителни доказателства нито за участието на Борис Годунов в смъртта на царевич Димитрий, нито за неучастие. Николай Карамзин приема версията за Годунов-убиец. Пушкин разработва в своята трагедия „Борис Годунов“ версията на Карамзин. Следвайки Карамзин и Пушкин същото прави в своето произведение и Мусоргски.
През 1598 г. цар Фьодор умира. Патриархът Йов на Москва и цяла Русия издига Борис Годунов за цар и още същата година той е коронясан. От 1601 г. в страната се вдигат селски въстания, породени от настъпилия голям глад.
През 1604 г. В Полша се появява самозванец, който претендира за руския трон и се представя за царевич Димитрий. Смята се, че това е Юрий Отрепиев, с монашеското име Григорий. Лъже-Димитрий има подкрепата на полското дворянство, а след приемането на католическата вяра и на Клаудио Рангони, представител на римския папа при полския крал Сигизмунд III. С тяхна помощ предприема поход към Москва. След първоначалните победи напредването на войските му се забавя и спира поради бунтовете на полските наемници и последвалото тяхно напускане.
През 1605 г. цар Борис неочаквано умира. Негов наследник, Фьодор II, се качва на престола. Смъртта на Борис засилва позициите на Лъже-Димитрий. Царуването на Фьодор е много кратко. Преминалите на страната на Лъже-Димитрий военни и боляри го свалят от власт и по-късно убиват. Самозванецът влиза в Москва и е коронясан за цар.
Лъже-Димитрий не се задържа дълго на престола. Скоро след неговото възцаряване сред болярите и в народа се засилва недоволство от действията на новия цар. През 1606 г. Василий Шуйски организира неговото убийство, след което сам заема руския трон.

## История на постановките
Операта на Мусоргски първоначално не се допуска до театралната сцена и привържениците на Мусоргски от музикалните среди организират изпълнение на фрагменти от „Борис Годунов“ пред подкрепящата го публика. Арии и откъси от партитурата се изпълняват в артистичните салони и на концерти. През 1872 г. Руското музикално общество представя сцената на коронацията, а Безплатната музикална школа изпълнява полонеза от третото действие. На 5 февруари 1873 г. Едуард Направник поставя в Мариинския театър три картини от втората редакция на Мусоргски, като избраните сцени (в кръчмата и цялото второ действие) са без участие на цар Борис. Това изпълнение има противоречиви оценки, подобно на това, което се случва по-късно след официалната премиера на операта – от една страна възхищение от красотата на музиката и силата на нейното въздействие, от друга – критика на специфичните подходи и неконвенционалния стил. Все пак изпълнението се смята за триумфално, още повече, че хвалебствени оценки има дори от критиците, по-рано изцяло отхвърлящи произведението на Мусоргски. Като резултат, представянето на тези фрагменти има положителни последствия за операта. Издателят на Мусоргски, Василий Бесел (Василий Бессель), подготвя публикуването на партитурата на операта, а тя отново се разглежда за постановка в Мариинския театър
След премиерата, операта успява да се задържи на сцената на Мариинския театър, но във варианти с различни съкращения. През следващите години тя има 15 представления (според някои източници – 21). През 1881 г. не се играе, през 1882 г. е окончателно извадена от репертоара на театъра. Отново се показва на публиката през декември на 1888 г. в Москва, на сцената на Болшой театър, но скоро – през 1890 г., след 10 представления – постановката отново е спряна. Според тогавашните слухове, причина за трудностите на сценичния живот на операта е било недоволството на царската фамилия и цензурата.
Днешните изследователи оценяват музиката на „Борис Годунов“, като изпреварваща своето време. Новаторство на Мусоргски, което след години се възприема като талантливо и оригинално, съвременниците смятат за непрофесионални експерименти. Сложната за изпълнение и възприятие партитура се подлага от други композитори на редица редакции, което улеснява поставянето на операта и осигурява по-голям успех сред публиката. Истинско признание за операта идва след 1896 г., когато Римски-Корсаков представя на сцената на Петербургската консерватория своята първа редакция, харесана от широката публика. През декември 1898 г. „Борис Годунов“ е поставен на сцената на частен московски театър с диригент от италиански произход, Иосиф Труффи. Ролята на Борис изпълнява Фьодор Шаляпин. Тази версия се разпространява в другите градове на Русия и навсякъде има голям успех. Международна известност операта получава след постановката в Париж в 1908 г. по редакцията на Римски-Корсаков и с Фьодор Шаляпин в главната роля.

### Версии
Освен двете редакции на Мусоргски, операта „Борис Годунов“ има редица други версии. Римски-Корсаков обработва втората редакция на Мусоргски два пъти – през 1896 и 1906 г. Тези издания на операта имат дълъг сценичен живот в руските оперни театри. Ключов момент в историята на операта е свързан с постановка на московската частна опера на 7 декември 1898 г. и участието в нея на Фьодор Шаляпин. Това е неговото първо изпълнение на партията на Борис Годунов. След тази постановка операта се появява в репертоара на много руски театри – Казан (1899 г.); Орел, Воронеж, Саратов (1900 г.). На сцената на Болшой театър в Москва операта се възстановява през 1901 г. с Шаляпин в главната партия, в Мариинския театър в Санкт Петербург – през 1904 г.
Оригиналната партитура на Мусоргски се обработва и от други композитори. През 1924 г., в Рига, операта се представя в оркестрацията на латвийския композитор Емил Мелнгайлис (Emilis Melngailis), който използва авторския клавир на втората редакция. Важно значение в историята на операта има работата на руския музиковед Павел Лам (Павел Ламм), който през 1928 г. възстановява авторската партитура на втората редакция и създава обобщен вариант, включвайки неизвестните дотогава фрагменти от първото издание. Дмитрий Шостакович през 1940 г. прави своя оркестрация на партитурата, като използва основно работата на Павел Лам. Керъл Ратхаус (Karol Rathaus) и Джон Гутман (John Gutman) отхвърлят оркестрацията на Римски-Корсаков и възстановяват за Метрополитън опера партитурата на Мусоргски (премиера на 6 март 1953 г.). Британският композитор Дейвид Лойд-Джоунс (David Lloyd-Jones) създава през 1975 г. своя версия, като обработва оригиналите на Мусоргски. През 1997 г. Метрополитън опера представя редакцията на американския композитор с руски произход Игор Букетов (Igor Buketoff), чиято оркестрация, изключва голяма част от допълненията на Римски-Корсаков. Спектакълът е под управление на Валерий Гергиев. Всички тези издания на операта следват при нейната постановката своя избор на сцени и тяхна последователност.

#### Редакция на Римски-Корсаков
Римский-Корсаков в предисловието си към изданието на неговата редакция на „Борис Годунов“ от 1896 г. обяснява преработването на оригинала на Мусоргски със стремежа си да направи операта по-разбираема за публиката, като премахва техническите особености, пречащи на възприемането на талантливото произведение. Той прави нова оркестрация, съкращава и променя последователността на сцените. Композиторът допълнително доработва своята версия за постановката през 1908 г. Появата на втората си редакция обяснява в автобиографичната книга „Летопис на моя музикален живот“:
| „ | Упреците, които не веднъж ми се е случвало да чувам за пропускането на някои страници на „Борис Годунов“ при неговата обработка, насърчиха ме още веднъж да се обърна към това произведение и, подлагайки на обработка и оркестрация пропуснатите моменти, да ги подготвя за издаване във вид на допълнения към партитурата. | “ |

Намесата на Римски-Корсаков в партитурата на операта не се приема от всички поклоници на Мусоргски и често се подлага на критика. Според нея промените са съществени – народната драма е превърната в лична трагедия на царя, а коригирането на хармониите и смяна на акцентите придава бляскав и лековат колорит, който не съответства на оригиналния замисел. От друга страна се признава, че благодарение на Римски-Корсаков операта на Мусоргски, след години нейно отсъствие от сцена, придобива нов живот. Втората редакция на Римски-Корсаков се представя на европейските сцени, където се ползва с голям успех, а в Русия се изпълнява в продължение на десетки години.

##### Инструментация на Римски Корсаков
Струнни: цигулки I и II, виоли, виолончела, контрабаси
Дървени духови: 3 флейти (третата свири и пиколо), 2 обоя (вторият свири и английски рог), 3 кларинета (третият свири и бас кларинет), 2 фагота
Медни духови: 4 валдхорни, 3 тромпета, 3 тромбона, 1 туба
Перкусии: тимпан, голям барабан, малък барабан, дайре, чинели
Други: пиано, арфа
Инструменти извън ямата на оркестъра: 1 тромпет, камбани, там-там

#### Редакция на Шостакович
Дмитрий Шостакович изучава добре операта „Борис Годунов“ още през годините си в консерваторията. Започва работата над операта по поръчка на Болшой театър, за новата инструментация използва двете редакции на Мусоргски. Композиторът си дава ясна сметка, каква реакция може да последва неговата намеса в произведението. В едно свое писмо пише: 
| „ | „Всички ще ми се карат. И привържениците на Мусоргски, и привържениците на Римски-Корсаков. Първите – за това, че „посегнах“; вторите за нахалството, с което противопоставям себе си. И едните и другите ще намерят безброй недостатъци.“ | “ |

Предполага се, че Шостакович писал партитурата основно по памет и само от време на време използвал клавира, издаден от Павел Лам. Композиторът, обаче, запазва всички особености на хармониите на Мусоргски и връща сцената пред храма „Васили Блажени“. От друга страна, операта в неговата версия има свой характерен колорит. Интонацията на отделните сцени е променена. Огромните оркестър и хор, използването на бас-кларинет в много епизоди, по-мощните и честите удари на камбаната – всичко това навява страх и внушава усещане за катастрофа.
Шостакович завършва своята партитура на операта в Крим на 11 май 1940 г. През 1941 г. в Болшой вървят репетициите на „Борис Годунов“, премиерата е широко оповестена, но започването на война и евакуацията на театъра в Куйбишев осуетяват плановете. Операта в редакцията на Шостакович за първи път се поставя в Кировския театър (днес Мариински театър) на 4 ноември 1959 г.

##### Инструментация на Шостакович
Струнни: цигулки I и II, виоли, виолончела, контрабаси
Дървени духови: 3 флейти (третата свири и пиколо), 2 обоя, английски рог, 3 кларинета (третият свири и малък кларинет), бас кларинет, 3 фагота (третият свири и контрафагот)
Медни духови: 4 валдхорни, 3 тромпета, 3 тромбона, 1 туба
Перкусии: тимпан, голям барабан, малък барабан, чинели, там-там, триангел, камбани, глокеншпил, ксилофон
Други: пиано, арфа, челеста
Инструменти извън ямата на оркестъра: 4 тромпета, 2 корнета, 2 валдхорни, 2 баритона, 2 еуфониума, 2 туби, балалайка и домра ad libitum (по желание)

### Постановки с Фьодор Шаляпин
Фьодор Шаляпин в ролята на Борис Годунов определя в значителна степен успеха на операта. Участието му в постановките като певец, а в някои и като режисьор, допринася за нейното признание като постижение на музикалното изкуство и за последвалата световна слава. Постоянно усъвършенствайки своята интерпретация на трагичния образ на царя, големият бас не се разделя с тази роля през целия си живот.
За първи път Шаляпин се появява в ролята на Борис Годунов през 1898 г., при представянето на редакцията на Римски-Корсаков на сцената на Московската частна опера. Същата редакция се поставя на сцената на Болшой през 1901 г., след като певецът постъпва в театъра. При работата над партията на Борис Шаляпин се консултира с историка Василий Ключевский по историческите въпроси и с композитора Сергей Рахманинов по музикалните. През 1905 г. Сергей Рахманинов дирижира спектакъла на Болшой. Това участие се оценява от критиката като едно от неговите много успешни диригентски прояви.
Популярността на Шаляпин има съществено значение за утвърждаването на операта в репертоара на Болшой. До 1916 г. операта звучи на тази сцена 39 пъти. Изпълнението на Шаляпин има за резултат и популяризирането на оркестрацията на Римски-Корсаков, която той самият предпочита. Благодарение на певеца се създава традицията за изпълнение на „Борис Годунов“ как психологическа драма на царя.

## Постановки на световните сцени
- 19 май 1908 г. – Постановка на Болшой театър в Пале Гарние, Париж. Редакция на Н. Римски-Корсаков, диригент Феликс Блуменфелд, Борис Годунов – Фьодор Шаляпин.
- 1913 г. – Метрополитън Опера, Ню Йорк. Премьера в САЩ, диригент Артуро Тосканини, Борис Годунов – Адам Дидур
- 1913 г. – театър Друри-Лейн, Лондон. Версия на Римски-Корсаков, диригент – Пиер Монтьо, Борис – Фьодор Шаляпин.
- 1930-те години – Софийска народна опера. Постановки на Николай Веков.
- 1948 г. – Ковънт Гардън, Лондон. Режисьор Питър Брук.
- 1963 – 64 г. – Италия. Борис – Борис Христов.
- 1965 г. – Залцбург. Редакция на Римски-Корсаков, диригент Херберт фон Караян.
- 1965 г. – Ла Скала, Милано. Борис – Николай Гяуров
- 1965 г. – Метрополитън Опера, Ню Йорк. Борис – Николай Гяуров
- 1975 г. – Ла Скала, Милано. Режисьор Юрий Любимов.
- 1979 – 80 г. – Ла Скала, Милано. Режисьор Андрей Тарковски.
- 1983 г. – Ковънт Гардън, Лондон. Първоначална редакция на Мусоргски, режисьор Андрей Тарковски, диригент – Клаудио Абадо, Борис Годунов – Робърт Лойд.

### Постановки в България
Първото представление на операта „Борис Годунов“ в България е през 1929 г. Постановката е на Софийската опера. Николай Веков, режисьор от Русия, създава спектакъл по редакцията на Римски-Корсаков. Диригент е Мойсей Златин.
Оригиналната (първата) редакция на Мусоргски за първи път се представя в България на 18 юли 2008 г. в рамките на фестивала „Варненско лято“. Постановката е на Държавна опера Варна, с диригент Христо Игнатов и режисьор Павел Герджиков.
През юни 2014 г. в София на площада пред храма „Александър Невски“ „Борис Годунов“ се изнася в редакцията на Дейвид Лойд-Джоунс. Оркестърът е под управлението на Константин Чудовски от Русия, главен диригент на операта в Чили, и Борис Спасов, диригент на Софийската опера. Постановката е посветена на празнуването на 90-годишнината от освещаването на катедралния храм, на 100-годишнината от рождението на Борис Христов, на 85-годишнината от рождението на Николай Гяуров и в памет на починалия Никола Гюзелев. Тримата големи баса са известни с изпълненията си на партията на Борис Годунов. Събитието е под патронажа на столичния кмет Йорданка Фандъкова и е в подкрепа на кандидатурата на София за европейска столица на културата през 2019 г.